# Zavrelia hudsoni
Zavrelia hudsoni är en tvåvingeart som beskrevs av Ekrem och Dionys Rudolf Josef Stur 2009. Zavrelia hudsoni ingår i släktet Zavrelia och familjen fjädermyggor.
Artens utbredningsområde är Tennessee. Inga underarter finns listade i Catalogue of Life.